# Federico Augusto de Brunswick-Wolfenbüttel-Oels
Federico Augusto de Braunschweig-Wolfenbüttel (29 de octubre de 1740, Wolfenbüttel - 8 de octubre de 1805, Eisenach) fue un noble alemán y general prusiano. Príncipe de Braunschweig-Wolfenbüttel y por lo tanto duque de Brunswick-Luneburgo, en 1792 le fueron concedidos el ducado de Oels y el ducado de Bernstadt y así se convirtió en duque gobernante de esos ducados.

## Biografía
Uno de los trece hijos del duque Carlos I de Brunswick-Wolfenbüttel y de su esposa la princiesa Filipina Carlota de Prusia, en 1754 se convirtió en capitán en el regimiento de guardia de Brunswick-Wolfenbüttel y el 28 de abril de 1761 pasó a ser oberst y comandante del regimiento de Infantería de Zastrow. Durante la guerra de los Siete Años luchó en Vellinghausen, Wilhelmsthal, Melsungen, Homburg y Fritzlar. El 17 de agosto de 1761 fue hecho mayor general y en octubre de ese año luchó en Ölper y por lo tanto en la liberación de la ciudad de Brunswick de su último asedio. En su oda Über den Entsatz von Braunschweig (1761), Anna Louisa Karsch escribe:

Dame laures frescos en mi lira / Porque resplandezco con el fuego de los héroes / ¡Canta, mi canción, del vencedor más joven de Brunswick! / Federico, el valiente vengador de su hermano.

En 1764 ella continuó con una Ode über die Vorzüge des Prinzen Friedrichs von Braunschweig.
Él y dos de sus hermanos (Guillermo Adolfo y Leopoldo) eran francmasones y en 1771 fue miembro como Socius, Amicus et Fautor ordinis del Rito de la Estrecta Observancia, donde fue hecho prefecto del Templo (Berlín) en 1773 como Superior und Protector ordinis. Entre 1772 y 1799 fue hecho Gran Maestre Nacional de la Gran Logia Madre Nacional 'Zu den drei Weltkugeln', otro de cuyos miembros era Federico II de Prusia. El Freimaurerlexikon de 1932 afirma que tenía una fuerte predisposición mística y lo llamó alquimista, rosacrucista, exorcista y médico milagroso, en constante con los "grandes estafadores de la orden" (a saber Gottlieb Franz Xaver Gugomos y el dueño de una cafetería en Leipzig, Schröpfer). Con su tío el duque Fernando de Brunswick y a pesar de las advertencias de Du Bosc y Karl Eberhard von Wächter, mantuvo contacto con el conde de Saint Germain, un alquimista y ocultista de fama internacional.
En 1763 Federico Augusto pasó a ser teniente general y comandante del regimiento de Infantería de Tettenborn (después 19.º Regimiento) en el servicio prusiano, convirtiéndose en favorito de su tío Federico II de Prusia y a partir de entonces lo acompañó siempre en las maniobras. También fue hecho gobernador de la fortaleza de Küstrin. El 1 de octubre de 1763 fue nombrado caballero de la Orden del Águila Negra. El 20 de diciembre de 1764 fue nombrado miembro honorario de la Academia de las Ciencias de Prusia.
El 6 de septiembre de 1768 se casó con la princesa Federica Sofía Carlota Augusta de Wurtemberg-Oels (1 de agosto de 1751 - 4 de noviembre de 1789), hija del duque Carlos Cristián Erdmann de Wurtemberg-Oels (1716-1792), aunque el matrimonio no tuvo hijos hasta la muerte de ella en 1789. En 1774 fue nombrado preboste de Brandeburgo. El 21 de mayo de 1787 fue ascendido a General de Infantería y el 13 de diciembre de 1792 fue hecho duque de Oels en la Baja Silesia. El 28 de diciembre de ese año fue puesto al mando de un cuerpo de ejército prusiano destinado a ser desplegado en Westfalia, pero por razones de salud primero delegó el mando en el teniente general Knobelsdorff el 26 de marzo de 1793 y después el 20 de marzo de 1794 finalmente renunció. Entonces se retiró a su Palacio (Schloss) de  Sibyllenort en la Baja Silesia para traducir obras de teatro francesas y obras literarias. Murió en octubre de 1805 mientras visitaba a su hermana Ana Amalia en Eisenach, y fue enterrado en Weimar. El ducado de Oels pasó a su sobrino el duque Federico Guillermo de Brunswick-Wolfenbüttel, el llamado 'Duque Negro'.

## Obras
- Militärische Geschichte des Prinzen Friedrich August von Braunschweig-Lüneburg, Oels 1797